# ホスホリボシルグリシンアミドホルミルトランスフェラーゼ
ホスホリボシルグリシンアミドホルミルトランスフェラーゼ(phosphoribosylglycinamide formyltransferase）またはグリシンアミドリボヌクレオチドトランスホルミラーゼ(glycinamide ribonucleotide transformylase, GART)はプリン塩基のde novo合成に関わる酵素で、以下の化学反応を触媒する転移酵素である。
10-ホルミルテトラヒドロ葉酸 + N1-(5-ホスホ-D-リボシル)グリシンアミド {\displaystyle \rightleftharpoons } テトラヒドロ葉酸 + N2-ホルミル-N1-(5-ホスホ-D-リボシル)グリシンアミド

## 構造
原核生物ではpurN遺伝子にコードされる単一機能の酵素である。真核生物でも緑色植物や真菌などでは単一機能の酵素であるが、後生動物では前段の反応を触媒するGARシンテターゼおよび2段階後の反応を触媒するFGAMシクロリガーゼと融合した3機能酵素になっている。

## PurT
原核生物にはpurNとは別にpurT遺伝子にコードされる酵素が存在しており、大腸菌や枯草菌のように双方を持つ生物も多い。この酵素は10-ホルミルテトラヒドロ葉酸ではなく遊離したギ酸とATPを基質とする。